# McLaren MP4-22
Chronologie des modèles (2007)
McLaren MP4-21 McLaren MP4-23
La McLaren MP4-22 est la monoplace de Formule 1 engagée par l'écurie Vodafone McLaren Mercedes en championnat du monde FIA de Formule 1 en 2007. Elle est pilotée par l'Espagnol Fernando Alonso et le Britannique Lewis Hamilton, qui effectue sa première saison dans la discipline. Les pilotes essayeurs sont l'Espagnol Pedro de la Rosa et le Britannique Gary Paffett. C'est le treizième modèle de Formule 1 conçu par McLaren et motorisé par Mercedes-Benz.

## Historique
McLaren commence à travailler sur la MP4-22 avant même que la précédente McLaren MP4-21 n'effectue ses premiers tours de roues. Le chef de projet chargé d'en superviser le développement en vue de 2007 est l'Anglais Pat Fry. Les premières discussions sur le concept aérodynamique, le design de l'embrayage ou de la boîte de vitesses de la MP4/22 débutent en décembre 2005. Pendant le processus de conception, chacune des 11 000 pièces de la voiture est passée en revue afin d'améliorer ses performances, son efficacité et sa fiabilité. Le concept initial de la MP4-22 est créé grâce à l'informatique à la mi-mars 2006. La première simulation informatique des écoulements d'air commence le mois suivant. Les simulations d'écoulement d'air en soufflerie débutent en 2006.
La MP4-22 est présentée le lundi 15 janvier 2007 à Valence en Espagne, dans les bâtiments de la Cité des arts et des sciences. La raison en est l'arrivée dans l'équipe du double champion du monde en titre espagnol Fernando Alonso. Conçue pour maximiser la visibilité des commanditaires, la livrée argent et rouge vif de la MP4-22 ressemble à celle de la MP4-21 de 2006 même si les pontons s'ornent désormais du logo du groupe de télécommunication anglais Vodafone.

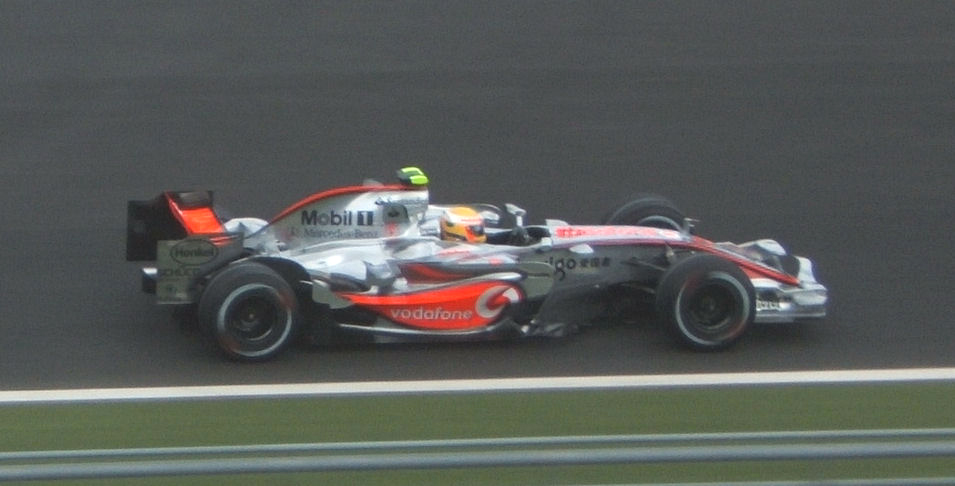
Lewis Hamilton au volant de la MP4-22 lors du Grand Prix de France 2007

Le soir même de la présentation, Fernando Alonso et Pedro de la Rosa parcourent les rues de Valence au volant d'une vieille MP4-21 pour présenter les nouveaux ornements de leur nouvelle monoplace devant 17 000 personnes. Dans les salons de la Cité des arts et des sciences, McLaren a convié 3 000 invités pour assister à ce lancement en grande pompe contrastant avec les années précédentes lors desquelles l'écurie de Woking dévoilait discrètement sa nouvelle création en circuit, dans le froid des séances de tests hivernaux. Alonso et Hamilton remplacent  Kimi Räikkönen, transféré chez Ferrari et Juan Pablo Montoya, parti en Nascar.
Le baptême de piste de la MP4-22 a lieu le mercredi 17 janvier 2007 sur le circuit de Valence par le champion du monde en titre Fernando Alonso, devant de nombreux amateurs de sport automobile. Alonso arbore pour l'occasion un nouveau casque assorti aux tons argenté et rouge vif de la nouvelle livrée McLaren. Seule une fine bande jaune et rouge et les flèches argentées en son sommet rappellent son ancien casque et ses origines espagnoles.
La semaine suivante, toujours à Valence, trois McLaren sont en piste à huis clos aux mains des deux pilotes titulaires et du pilote d'essai Pedro de la Rosa. L'écurie ne communique pas non plus quant aux châssis utilisés par ses pilotes. Le premier jour, ceux-ci tournent en 1 min 12 s 387 pour Alonso (67 tours), 1 min 12 s 718 pour de la Rosa (41 tours) et 1 min 13 s 023 pour Hamilton (69 tours). Alonso réalise en outre un petit film publicitaire. La Flèche d'Argent connaît alors son premier crash lorsque Hamilton détruit son châssis lors de sa seconde journée d'essai le mercredi 25. La voiture ne peut être reconstruite sur place empêchant l'Anglais, qui sort indemne de l'accident, de poursuivre son programme d'essai. L'écurie n'a pas indiqué s'il s'agissait de la nouvelle MP4-22 ou de l'« ancienne » MP4-21 de 2006. Ce jour-là, Alonso boucle son meilleur temps en 1 min 11 s 698 tout en ayant parcouru 76 tours. Hamilton, qui boucle 33 tours avant sa sortie, suit son équipier en 1 min 12 s 596.

## Philosophie de conception

### Châssis
Comme pour toutes les monoplaces de Formule 1 de la saison 2007, la MP4-22 résiste mieux au crash test imposé par la FIA. Le museau notamment est renforcé car il doit survivre à un impact frontal de 15 m/s au lieu de 14 m/s en 2006. Avec son museau pointu très plongeant et son aileron avant très arqué, la MP4-22 rappelle la MP4-21. C'est la première McLaren de l'ère post-Adrian Newey, parti chez Red Bull Racing début 2006. Dessinée par Mike Coughlan, elle continue à embarquer les fameuses « cornes de taureau » apparues en 2005. Les innovations les plus frappantes sur la MP4/22 à son lancement sont les déflecteurs en forme de « dorsales de requin » guidant le flux d'air le long des cheminées de refroidissement situées sur le haut des pontons et le double aileron arrière reliant les petits ailerons situés au-dessus des roues arrière au capot moteur qui s'arrête d'ailleurs brusquement à cet endroit. Suivant le modèle de la Renault R26 de 2006, les entrées d'air sont rétrécies et concaves, presque triangulaires. Le train arrière, très étroit au-dessus de la boîte de vitesses, est très travaillé et doté d'appendices aérodynamiques. Toute l'aérodynamique de la voiture a aussi subi un traitement particulier en fonction de son adaptation aux nouveaux pneus Bridgestone, devenu fournisseur de gommes unique pour le championnat 2007.

### Moteur
Le Mercedes F0 108T est conçu dans les ateliers de Mercedes-Benz HighPerformanceEngines Ltd. Il s'agit du descendant direct du Mercedes F0 108S utilisé en 2006. Seules quelques améliorations mineures ont été apportées puisque la FIA a imposé un gel des moteurs pour 2007 à toutes les écuries et ce, depuis le Grand Prix de Chine 2006 à Shanghai. Ainsi, les évolutions apportées sur le F0 108S pour les Grands Prix du Japon et du Brésil 2006 ne sont pas prises en compte sur le F0 108T. Les scellés seront apposés le 10 mars 2007 sur chacun des blocs engagés cette même année.

## Résultats en championnat du monde de Formule 1
| Saison | Écurie                    | Moteur                | Pneus       | Pilotes         | Courses | Courses | Courses | Courses | Courses | Courses | Courses | Courses | Courses | Courses | Courses | Courses | Courses | Courses | Courses | Courses | Courses | Points inscrits | Classement  |
| Saison | Écurie                    | Moteur                | Pneus       | Pilotes         | 1       | 2       | 3       | 4       | 5       | 6       | 7       | 8       | 9       | 10      | 11      | 12      | 13      | 14      | 15      | 16      | 17      | Points inscrits | Classement  |
| ------ | ------------------------- | --------------------- | ----------- | --------------- | ------- | ------- | ------- | ------- | ------- | ------- | ------- | ------- | ------- | ------- | ------- | ------- | ------- | ------- | ------- | ------- | ------- | --------------- | ----------- |
| 2007   | Vodafone McLaren Mercedes | Mercedes-Benz FO 108T | Bridgestone |                 | AUS     | MAL     | BAH     | ESP     | MON     | CAN     | USA     | FRA     | GBR     | EUR     | HON     | TUR     | ITA     | BEL     | JAP     | CHI     | BRÉ     | 218             | Disqualifié |
| 2007   | Vodafone McLaren Mercedes | Mercedes-Benz FO 108T | Bridgestone | Fernando Alonso | 2e      | 1er     | 5e      | 3e      | 1er     | 7e      | 2e      | 7e      | 2e      | 1er     | 4e      | 3e      | 1er     | 3e      | Abd     | 2e      | 3e      | 218             | Disqualifié |
| 2007   | Vodafone McLaren Mercedes | Mercedes-Benz FO 108T | Bridgestone | Lewis Hamilton  | 3e      | 2e      | 2e      | 2e      | 2e      | 1er     | 1er     | 3e      | 3e      | 9e      | 1er     | 5e      | 2e      | 4e      | 1er     | Abd     | 7e      | 218             | Disqualifié |

Légende : ici 